# Vandaag Inside
Vandaag Inside is een Nederlands praatprogramma dat elke werkdag wordt uitgezonden van 21.30 tot 22.30 uur op SBS6. Het programma bestaat uit actualiteiten en opinie.

## Geschiedenis
In 2020 ontstond er bij de directie van Talpa het idee voor een dagelijks praatprogramma met presentator Wilfred Genee en vaste gasten Johan Derksen en René van der Gijp. Echter, dit kwam om diverse redenen niet van de grond.
Na het succes van De Oranjezomer tijdens de sportzomer van 2021 kwam dit plan toch weer op tafel en nu werd wel akkoord gegaan. Onder de naam VI Vandaag begon het op 10 januari 2022. Hierdoor kwam een einde aan Veronica Inside, dat sinds 2018 te zien was op Veronica. Sinds 14 maart 2022 wordt het programma uitgezonden onder de naam Vandaag Inside.
In april en mei 2023 werd een extra lange uitzending op vrijdag gemaakt van 21.00 tot 22.30 uur. Deze uitzending begon met een weekoverzicht.
In de uitzending van 2 mei 2023 tekende het drietal, onder toeziend oog van zenderdirecteur Marco Louwerens, een nieuw contract. Hierdoor bleven de heren in elk geval tot de zomer van 2025 te zien. Op 19 december 2024 werd hun contract opnieuw verlengd tot medio 2027. Ditmaal kwam Louwerens, die inmiddels geen zenderdirecteur meer was, als Sinterklaas de contracten overhandigen.
In 2025 is René van der Gijp niet meer te zien op de woensdag. Hij zou aanvankelijk op die dag worden vervangen door Hans Kraay jr., maar die bedankte voor de eer omdat hij aan de kant was geschoven als vaste gast. Als alternatief werd daarom gekozen voor Albert Verlinde. Toen deze afzwaaide, nam Wierd Duk zijn plek in.